# Суури-Куохаярви
Су́ури-Ку́охая́рви (Сури-Куоха-ярви, Суури-Куоха-ярви; фин. Suuri Kuohajärvi) — озеро на территории Лоймольского сельского поселения Суоярвского района Республики Карелия.

## Общие сведения
Площадь озера — 5,6 км², площадь водосборного бассейна — 18,4 км². Располагается на высоте 174,0 метров над уровнем моря.
Форма озера лопастная, продолговатая: вытянуто с севера на юг. Берега каменисто-песчаные, у северной оконечности — заболоченные.
Из южной оконечности озера вытекает протока в озеро Тайкинаярви, из которого вытекает протока, впадающая в протоку между озёрами Сарсаярви и Ала-Толваярви. А из озера Ала-Толваярви вытекает река Толвайоки, которая впадает в озеро Виксинселькя, из которого, далее, через реку Койтайоки воды, протекая по территории Финляндии, в итоге попадают в Балтийское море.
С запада и востока от озера проходят лесные дороги.
Название озера переводится с финского языка как «большое пенное озеро».
Код объекта в государственном водном реестре — 01050000111102000011660.